# Red kneza Domagoja s ogrlicom
Red kneza Domagoja s ogrlicom je odlikovanje Republike Hrvatske koje zauzima osmo mjesto u važnosnom slijedu hrvatskih odlikovanja. Red je ustanovljen 10. ožujka 1995. godine.
Red kneza Domagoja s ogrlicom dodjeljuje se hrvatskim i stranim državljanima te postrojbama i drugim ustrojstvenim jedinicama Oružanih snaga Republike Hrvatske i Ministarstva unutarnjih poslova za pokazanu osvjedočenu hrabrost i junaštvo u ratu, izravnoj ratnoj opasnosti ili u iznimnim okolnostima u miru. 

## Vanjske poveznice
|  | Zajednički poslužitelj ima još gradiva o temi Red kneza Domagoja s ogrlicom |